# 薬師寺 (映像作品)
『薬師寺』は、堂本剛の5枚目のDVDである。2010年6月30日発売。発売元はジャニーズ・エンタテイメント。

## 概要
- 通常盤と初回限定盤の二種リリース。通常盤は2枚組、初回限定盤はDVD2枚+ライブCD1枚の3枚組で三方背ケース入り。

## 収録曲

### Disc1
1. ソメイヨシノ
2. 美我空
3. Let’s Get FUNKASY!!!
4. Love is the key
5. TALK TO MYSELF
6. ORIGINAL COLOR
7. 空が泣くから
8. 春涙
9. 街
10. 空 ～美しい我の空
11. 和FUNK JAM NARA STYLE

### Disc2(通常盤)
1. INTERVIEW
2. 奈良ぶらり

### Disc2(初回限定盤)
1. DOCUMENT 編集室ドキュメント

### Disc3(初回限定盤のみ)
1. 薬師寺LIVE CD